# Hrabia Swinton

## Informacje ogólne
- Dodatkowymi tytułami hrabiego Swinton są:
  - wicehrabia Swinton
  - baron Masham
- Najstarszy syn hrabiego Swinton nosi tytuł lorda Masham
- Rodową siedzibą hrabiów Swinton jest Dykes Hill House, niedaleko Masham w północnym Yorkshire

Hrabiowie Swinton 1. kreacji (parostwo Zjednoczonego Królestwa)
- 1955–1972: Philip Cunliffe-Lister, 1. hrabia Swinton
- 1972–2006: David Yarburgh Cunliffe-Lister, 2. hrabia Swinton
- 2006 -: Nicholas John Cunliffe-Lister, 3. hrabia Swinton

Najstarszy syn 3. hrabiego Swinton: Mark William Philip Cunliffe-Lister, lord Masham